# Овен—Столтенбергов план
Овен—Столтенбергов план, или званично Уставни споразум о Савезу Република Босне и Херцеговине, био је посљедњи неуспјешни мировни план за окончање рата у Босни и Херцеговини. Творци плана су били Дејвид Овен, копредсједник Међународне конференције о бившој Југославији (МКБЈ), и Торвалд Столтенберг, потпредсједник Надзорног одбор МКБЈ. План је представљен 30. јула 1993. године, али је пропао сљедећег дана повлачењем потписа Алије Изетбеговића.

## Споразум
Првобитни споразум је имао четири дијела:
1. Уставни споразум о Савезу Република Босне и Херцеговине;
2. Окончање сукоба;
3. Сарадња у погледу хуманитарне дјелатности;
4. Прелиминарни споразум са Републиком Хрватском о примјени Конвенције из 1965. о транзитној трговини земаља без излаза на отворено море.

## Подјела власти
Према плану, Савез Република Босне и Херцеговине (СР БиХ) чине три конститутивне републике, а свака би обухватала по један конститутивни народ. СР БиХ требало је да буде субјекат међународног права и чланица Организације уједињених нација. На челу извршне власти било би трочлано Предсједништво, а предсједавајући би представљао СР БиХ, с тим да би се чланови Предсједништва смјењивали на том положају свака четири мјесеца. Одлуке би се доносиле консензусом.
Поред Предсједништва, носилац извршне власти био би и Министарски савјет, који би чинили премијер, министар спољних послова и други министри, а представљало би их Предсједништво.
Законодавно тијело је према мировном споразуму требало да буде Савезни парламент који би имао 120 посланика, с тим да би се из сваке републике бирала по једна трећина посланика.
Судску власт би имали: Врховни суд, Уставни суд и Суд за људска права.

## Конститутивне републике
Према мировном плану, свака конститутивна република је требало да има свој устав, а претпоставка надлежности била је у корист република.
Свака република је требало да организујем и управља властитим снагама, с тим да би оне требало да имају пропорционално уравнотежен национални састав. Ни СР БиХ, нити било која од њених република, нису могле задржати своје војне снаге према овом плану. Све војне снаге требало је успјешно разоружати под надзором ОУН и Европска заједнице од дана ступања овог мировног плана на снагу. Тим планом је требало постићи демилитаризацију Босне и Херцеговине.
Додатно је регулисано отцјепљење из СР БиХ тако да је одређено да се ниједна република не може издвојити без сагласности свих република. Свака република имала би право уложити жалбу Савјету безбједности ОУН на једну од таквих одлука, а одлука Савјета безбједности је требало да буде коначна. Занимљивост у додатку је то што је њима одређено да ће у случају отцјепљења република, Неум, дијелови општине Столац и Брчко остати у саставу СР БиХ. Додатком је посебно одређен статус округа Сарајево и општина града Мостара у чијој је управи требало да учествује Европска заједница. За Мостар је било одређено да буде главни град конститутивне републике са хрватском већином.
Са уставноправног гледишта, мировни план је имао карактеристике конфедералног уређења, а стављао је и под питање останак Босне и Херцеговине. Због тих разлога, прилике за његово остварење су биле минималне, а посљедица на терену је била слична претходним мировним споразумима — ратним дејствима овладати што већим подручјем.

## Историја
Након пропасти Венс—Овеновог плана, тзв. „петорка” — Сједињене Државе, Уједињено Краљевство, Француска, Русија и Шпанија — покренула је Програм заједничке акције, којим је покренута нова дипломатска акција за проналажење мировног рјешења за рат у Босни и Херцеговини. У склопу Програма настао је и Овен—Столтенбергов план.
Торвалд Столтенберг је на мјесту потпредсједника Надзорног одбора МКБЈ замијенио Сајруса Венса. Нови план је добио назив „Уставни споразум о Савезу Република Босне и Херцеговине”. Након вишемјесечних преговора, према овом плану, Савез Република Босне и Херцеговине је требало да чине три конститутивне републике.
Алија Изетбеговић је тражио Неум и дио подручја у сјеверозападној Босни јер је сматрао, да ако то не добије, муслиманска држава неће бити одржива. Иако је проблем био лако рјешив, амерички представници су олако прихватили Изетбеговићеве жеље, одбијајући помоћи у проналажењу рјешења. Коначно је муслиманско вођство, уз подршку Сједињених Држава, одбацило овај мировни план јер би њиме добили мање територије него што су очекивали. Муслиманима је понуђено 33,3% подручја данашње Босне и Херцеговине, међутим, данас Бошњаци самостално управљају са знатно мањим удјелом.